# Dewan Negara
El Dewan Negara (malayo para: Senado, literalmente Cámara de la Nación) es la cámara alta del Parlamento de Malasia. Consta de 70 senadores de los cuales 26 son elegidos por las asambleas legislativas estatales, con dos senadores por cada estado, mientras que los otros 44 son nombrados por el Yang di-Pertuan Agong (Rey), incluidos cuatro que son nombrados para representar a los territorios federales.
El Dewan Negara por lo general revisa la legislación que ha sido aprobada por la cámara baja, el Dewan Rakyat. Por lo general, todos los proyectos de ley deben ser aprobados tanto por Dewan Rakyat como por Dewan Negara (el Senado), antes de que sean enviados al Rey para su aprobación real. Sin embargo, si el Dewan Negara rechaza un proyecto de ley, solo puede retrasar el paso del proyecto de ley por un máximo de un año antes de enviarlo al Rey, una restricción similar a la que se aplica a la Cámara de los Lores en el Reino Unido. Al igual que el Dewan Rakyat, el Dewan Negara se reúne en las Cámaras del Parlamento de Malasia en Kuala Lumpur.
Originalmente, el Dewan Negara estaba destinado a actuar como un control del Dewan Rakyat y representar los intereses de los diversos estados, en función del papel desempeñado por su contraparte en los Estados Unidos. Sin embargo, la constitución original, que preveía la mayoría de los senadores elegidos por los estados, ha sido modificada para que la gran mayoría de los senadores sea nombrada por el Rey, lo que teóricamente proporciona una vía para una reconsideración sombría, relativamente apolítica de los proyectos de ley, más similares al papel de la Cámara de los Lores británica.

## Poderes y restricciones
El Dewan Negara puede iniciar una legislación, excepto en asuntos financieros y fiscales, una regulación directamente sacada del sistema de Westminster. También puede modificar la legislación, siempre que no trate asuntos financieros. Cualquier legislación propuesta debe ser aprobada primero por Dewan Rakyat. Luego se presenta al Dewan Negara en tres lecturas. En la primera, el proponente de la legislación lo presenta a la asamblea. En la segunda, el proyecto de ley se debate. En la tercera, se realiza una votación ya sea para aprobar o rechazar el proyecto de ley. El Dewan Negara no puede rechazar formalmente las facturas; solo se permite retrasar su aprobación por un mes o hasta un año bajo ciertas circunstancias. Después de que la legislación ha pasado o el período requerido ha concluido, la legislación se presenta al rey para el asentimiento real. Si el rey no firma la ley o transcurren 30 días sin el consentimiento real, el proyecto de ley se devuelve al Parlamento con una lista de modificaciones sugeridas. El proyecto de ley debe ser aprobado nuevamente por ambas cámaras del Parlamento. Si el Rey aún no concede el asentimiento real 30 días después de que se le presenta nuevamente, el proyecto de ley se convierte automáticamente en ley. Sin embargo, no surte efecto hasta que se publique en la Gaceta del Gobierno.
Aunque los miembros del Parlamento suelen tener inmunidad legal en lo que respecta a la libertad de discusión, una regla de mordaza prohíbe el debate sobre ciertos artículos de la Constitución, como la condición del Bahasa Malasia como idioma nacional y los privilegios de los bumiputra en el artículo 153.